# 弓道
弓道（きゅうどう）は、和弓で矢を射て、的に中（あ）てる一連の所作を通し、心身の鍛練をする日本の武道である。古武道の弓術を基とし、現在ではスポーツ、体育（学校教育）の面も持ち合わせている。

## 概要

### 組織
全日本弓道連盟
1949年設立。全国規模の組織であり、日本オリンピック委員会、日本体育協会、日本武道協議会に加盟している。都道府県ごとの47地方連盟が加盟している。全国規模の大会や審査（段級位及び錬士等の称号）を開催している。
国際弓道連盟
2006年、弓道の国際組織として全日本弓道連盟を中心に結成された。
全日本学生弓道連盟
1930年創立。大学生の組織で、全国の大学・短期大学の弓道部のほとんどが加盟している。全日本弓道連盟からは独立した組織であり、試合規則も独自に定めている。
全国高等学校体育連盟弓道専門部
高校弓道を全日本弓道連盟と連携しつつ統括している。
その他、教職員連盟・実業団連盟などの職域組織、流派組織などが存在する。流派組織の規模の大きなものとして、一般財団法人本多流生弓会（本多流）、小笠原流同門会、浦上同門会（日置流印西派）などがある。（#流派参照）

### 競技人口
令和３年度の全日本弓道連盟の各地方連盟への登録人口は、約13万6,000人である。男女比はほぼ等しく、年齢層では高校生が約6万9,000人（全体の51%）、一般が約4万2,000人（31%）、中学生が約1万2,000人（9%）、大学生が約1万3,000人（10%）である。ただ、全弓連への登録は全弓連関連の審査や試合に参加するのでなければ必須ではない。
各地の弓道連盟（地連）の登録人口をもとに都道府県別の競技人口を見ると、上位5位は愛知県、東京都（3地区連盟の合計）、神奈川県、福岡県、埼玉県、下位5県は下位から和歌山県、沖縄県、秋田県、島根県、鳥取県である。中学生登録人口は地域により大きなばらつきがあり、栃木県、愛知、鹿児島県各地連の登録者が1,000人を超えるのに対し、登録者数人から数十人の地連も多い。
高校生では、高体連の加盟登録状況（令和４年度）では約6万5,000人で、少子化傾向のなかにあっても近年の競技者数は6万人台を維持しており、男子・女子ともに武道では最も競技者が多い
。ただ実施校数は約2,000校であり多くはない。普及の地域差は大きく、愛知県では半数の高校に弓道部があるが、大阪府では10%前後である。

### 流派
現在でも小笠原流、日置流、本多流、大和流、竹林流など様々な流派が存在し活動しているものの、大多数の弓道家は流派には所属せず、全日本弓道連盟の定めた射法（#射法八節）を学んでいる。流派に所属しながら全日本弓道連盟にも所属している場合もあり、多くの流派組織は連盟と対立してはいない。
流派の系統は今日的な用語で「礼射系」・「武射系」と分類されている。礼射系は儀礼・儀式的な要素が加味されつつ発展した射の系統をいうが、事実上小笠原流系統をさす。武射系は戦場での実利を重視して発展してきた射の系統をいい、事実上日置流系統をさす。本多流は、三十三間堂の通し矢を得意とした日置流の堂射系統が母体で、本来は礼射系で行っていた正面打起しを取り入れた、武射系の流派である。

### 海外普及
弓道は『弓と禅』（オイゲン・ヘリゲル著、1948年）などの著作で精神と礼節を重んじる面が取り上げられたことなどから外国人の関心を惹き、オリンピック種目でないにもかかわらず欧米各国中心に競技団体が設立され愛好されている。ただ、最も盛んなドイツでもドイツ弓道連盟登録者数は約1100人、他国連盟は多くても数百人である。2006年5月2日、弓道の普及と振興などを図るため国際弓道連盟が創設された。

## 歴史

### 明治・大正

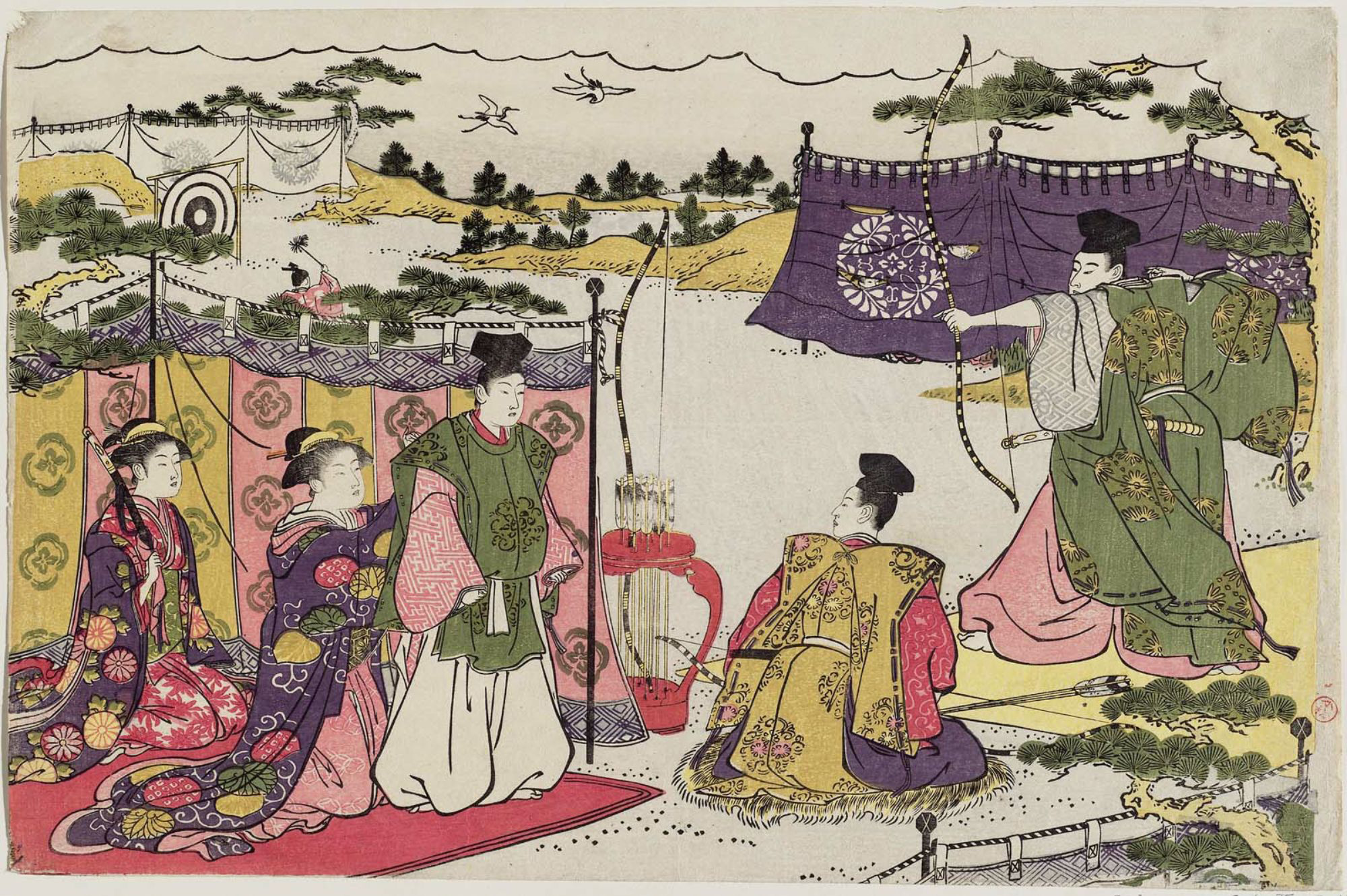
彩色美津朝　弓はじめ （1787年）

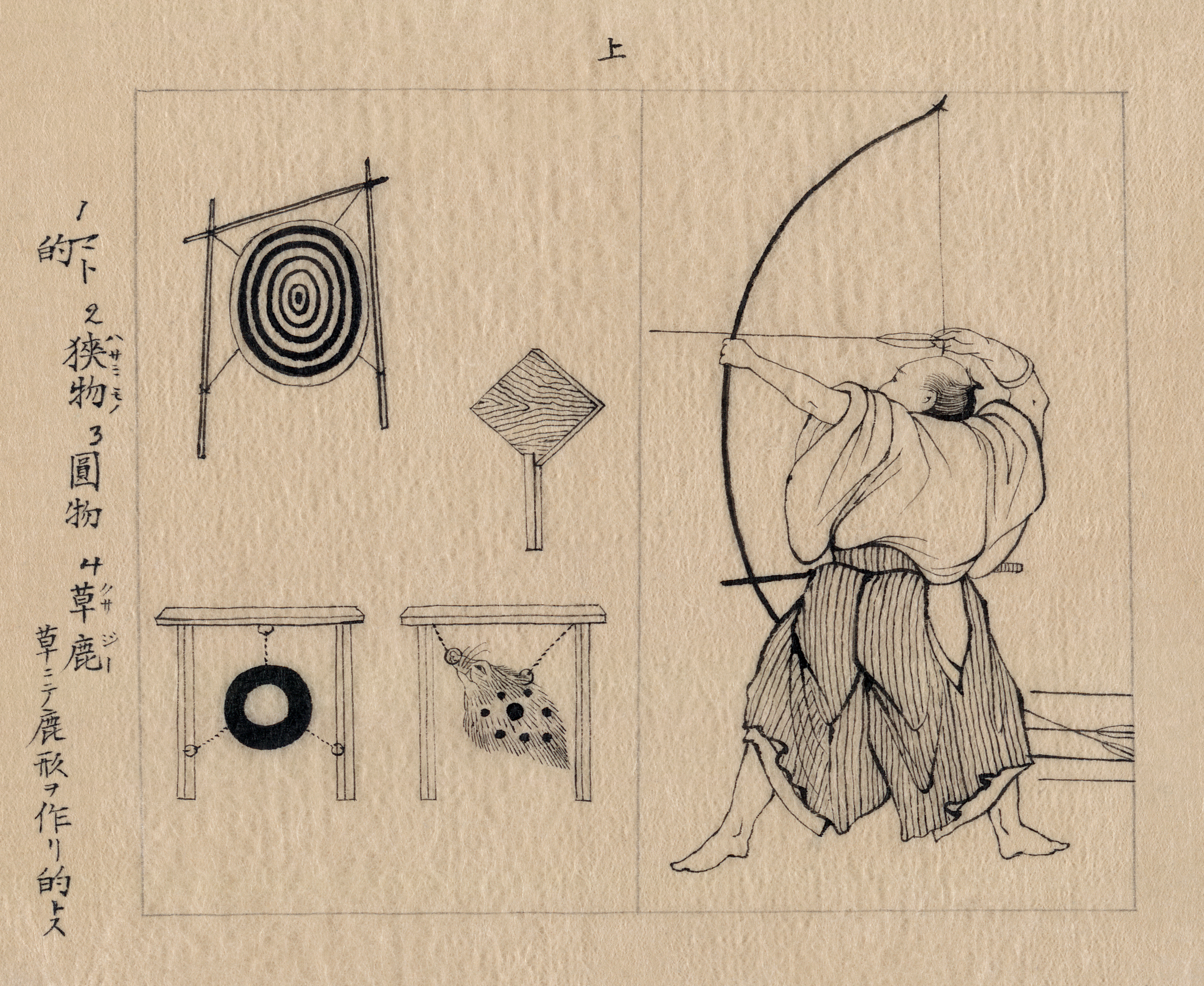
日本の弓術（1878年）

武芸の一つ（武芸十八般の一つでもある）である弓術は、幕末から明治になり、それまでの江戸時代の制度が崩壊し、軍隊に西洋の最新兵器が導入されるという時代の流れに伴い、大きく変遷を強いられた。幕末の1862年（文久2年）、幕府において講武所の稽古科目から弓術が除外され、弓術の上覧も廃止された。続く1867年（慶応3年）の大政奉還により伝統的な弓術文化は幕藩体制・武家社会の崩壊と共に大きな衰退を余儀なくされた。1871年（明治4年）には廃藩置県により各地方や藩で教育されていた武術教育も姿を消し、弓術に限らず武術全般で実用性が見いだされなくなり、武術衰退に拍車をかけた。明治維新以前は、弓をひくことに制限が存在したが、維新による緩和を受けて、維新後は一般人でも弓を引く者が増えるようになり、急速に一般に普及し、遊戯化・娯楽化も進んだ。
他方で既に遊興の道具としての弓矢は民衆の間でも存在しており、盛り場での賭弓場が維新後の都市部で大流行した。賭弓場の多くは風俗営業であり、明治政府から規制を加えられるほど盛況化するなど、明治初期には一般的に弓といえば賭弓場を連想するほどに弓射文化は衰退していった。このような世相に煽られ公的な弓術道場が姿を消していく中、私設弓術道場を開くなど弓術古来の伝統を正しく引き継ごうとする真摯な弓術家の活動により、日本弓道の命脈・伝統文化は保たれていった。
明治中期に入ると初等教育の開始や徴兵制度の徹底、日清戦争などでの勝利などを背景に、武術を再認識する機運が高まり始めた。後に団体や国策により武術が利用されはじめ、国民は弓道を含めた各種武道の再認識・尊重をするようになった。このような社会風潮を受け、1895年（明治28年）、京都在住の有識者により各種武術を統括する団体として大日本武徳会が設立され、京都の平安神宮境内に建設された武徳殿を本部とした。弓術をはじめとする各武術は、技術を目的とした武術は、心の涵養を目的とした武道として改められ、1919年（大正8年）、武術専門学校を武道専門学校と改称、時を同じくして弓術も「弓道」と改称された。反面、遊興的に『中りさえすれば良い』とした衰退期の反動から、『射型さえ良ければ中らなくても良い』とする過度な精神や礼節を重んじる気風が広まった側面もあった。これにより庶民への更なる普及もなされ、弓道への関心がより強まっていった。
また、大正から昭和初期にかけて、本多利実とその弟子達によって行われていた正面打起しの射法が大流行した。後に利実の弟子達はこの射法をもって本多流を称した。
1920年代当時は、弓道家の政治家としては法曹会・検事総長の小山松吉（のちの思想検事・司法大臣）や、1924年5月に東北帝国大学に招かれて妻とともに来日したオイゲン・ヘリゲルがいた。
教育機関においても、1924年（大正13年）に都下学生弓道連盟（現東京都学生弓道連盟）設立、1930年（昭和5年）に日本学生弓道連盟（現全日本学生弓道連盟）が設立され、特に大学においては盛んに全国規模の大会が開かれた。

### 昭和初期・終戦
大日本武徳会は事業のひとつとして各武道の形の統一を目指し、剣道では「大日本帝国剣道形」、柔道は「大日本武徳会柔術形」などが制定され、弓道もまた射型統一を行うことになった。1933年（昭和8年）5月に開催された全国範士・教士会からの要請を受け、同年9月、当時の大日本武徳会会長鈴木莊六によって全国から招集された著名弓道家により「弓道形調査委員会」を構成。大日本武徳会弓道部長 跡部定次郎が委員長となり、同年11月10日から京都武徳殿で「統一射法」に向けて3日間にわたる議論が交わされることとなる。
初日は小笠原流を基本にした巻藁射礼、的前射礼、立射礼の3つの射礼が決定される。2日目は射法について審議されるが、「打起し（後述射法八節）」の審議に入るとそれぞれ自己の流派射法から「正面打起し」と「斜面打起し」を主張し合い、互いに譲らず喧々囂々白熱した議論へと発展、その日は議論の決着を見ずに終了した。最終日、議論はほとんど決裂の様相を呈していたが、九州の祝部至善範士から出された妥協案「正面打起し・斜面打起しの中間的方法」を採用することで一同は賛成を表明、これで一応の決定を得た。（以下当時の「中間的方法」）
| 「 | 弓構……正面にて取懸け、手の内をととのえ物見を定める。 打起……正面より徐々に弓を押し開きつつ左斜めに打上げる。 | 」 |

1934年（昭和9年）11月、これをもって「弓道要則」とし、統一射法として正式に制定。大日本武徳会は全国に普及、徹底させようとするも、この「中間的妥協案」には弓道界から賛否が続出し、雑誌・新聞紙上で大論争が展開された。
1937年（昭和12年）日中戦争が勃発し、翌1938年（昭和13年）「国家総動員法」が公布された。武道は政府・武道団体幹部によって「国力増強・国威発揚」を狙って次第に政府管理下に組み込まれ始め、そして利用されていった。1940年（昭和15年）、紀元二千六百年奉祝天覧武道大会が開催され、弓道も参加する。1941年（昭和16年）太平洋戦争が開戦し、同年政府機関による議論の末、厚生・文部・陸軍・海軍・内務の5省共管による政府の外郭団体とした新たな武道統括団体の新設、既存の武徳会はこれに包含される形でこの武道団体に改組・帰一されることとなる。翌1942年（昭和17年）、既存の武徳会は改組され会長に東條英機内閣総理大臣、副会長に厚生・文部・陸軍・海軍・内務の各大臣と学識経験者1名をそれぞれ招き、理事長に民間人、各支部長には知事をあて、本部は京都の武徳殿から東京の厚生省内に移転、こうして政府5省が共管する政府の外郭団体として新たな大日本武徳会が発足する。武徳会弓道部会長には宇野要三郎範士が就任し、常務理事も兼務した。
政府の外郭団体として再出発したことにより、武道は飛躍的に普及した。伝統芸能・文化財的扱いであった弓道も、満州国建国10周年を記念した「日満交歓武道大会」に選手団を新京へ派遣（1942年7月）するなど積極的に活動を行った。1943年（昭和18年）3月、大日本武徳会は財団法人や企業の定める私的な称号を範士・達士・錬士とし、段位を等位制に改め、初段を五等、二段を四等…のようにし、五段を一等として、六段以上の段位を廃止。1944年（昭和19年）3月、弓道部会長宇野要三郎範士が委員長となり「弓道教範制定委員会」を設け、「弓道教範」を作成。懸案事項であった打起しの形式は「弓道要則」を認めつつ従来の正面・斜面もそれぞれ認め、正面・斜面・中間（統一打起し）の3様式を採用した。巡回指導や移動審査の実施など活発に行動する反面、太平洋戦争の戦局が切迫するにつれ、政府は国民生活の全てを戦争遂行に結集すべく国民への武道の修練を強く奨励した。しかし、戦争末期には日本各地で連合国軍の空襲や艦砲射撃が苛烈を極め、多くの弓道場が焼失、また、焼け残った弓道場も弓道以外の目的（倉庫・宿舎など）で使用されるなどして、弓道や武道を行う環境は極度に悪化した。その上、生活の困窮から弓道に割く時間的・心理的余裕も無くなり、国民から弓道は遠ざかっていった。
終戦後、戦前-戦中の国策ともいうべき武道励行に対する反動から、国民の武道に対する感情は非常に厳しいものとなった。

### 戦後
大日本武徳会は終戦に伴い、ただちに従来の性格を改めて民間団体に改組するべく、1946年（昭和21年）1月には運営の民営化をはかり、武道の諸団体と協力して維持発展に努力を期し、役員も全国から選ばれた評議員の会で純民間人を推薦してこれをあて、取扱う種目も剣道・柔道・弓道などに限定した。文部大臣の認可も得たが、次第に連合国軍最高司令官総司令部（GHQ）からの査察が厳しくなり、財閥と同様に政府支援団体として解体される可能性が高まった。
また、GHQが本格的に解体の動きに入ると
- 強力な中央集権的団体であった。
- 中央・地方を通じ軍や特高などと関係する警察を網羅し国家組織と結びついていた。
- 莫大な資産を有していた。

などの理由で解散を命じる空気がさらに漂い始める。大日本武徳会と文部省は協議を重ねたが、「解散は止む無し」との結論にいたり、ついに解散を決定した。1946年（昭和21年）9月28日付でGHQあてに報告書を提出、10月31日に自主解散を宣言し、52年にわたる歴史を閉じた。しかし、GHQは自発的解散を認めず、11月9日、大日本武徳会に対し公命で解散を命じ、関係者約五千名が追放された。
大日本武徳会の解散に伴い、愛好者によって各地で地方連盟の組織化が進み全国的に波及した。これら諸団体の総意を結集し、1947年（昭和22年）に「全日本弓道連盟」が結成された。しかし、諸般の事情が絡み1948年（昭和23年）12月解散。1949年（昭和24年）4月3日、新たに「日本弓道連盟」を結成、8月2日日本体育協会に正式加盟が承認される。1953年（昭和28年）9月15日、文部省より財団法人の設立許可。世情が落ち着いた1954年（昭和29年）、1952年に起きた大日本武徳会再建活動が再度活発となり、弓道連盟内でも問題となった。しかし、文部省は慎重な審議の結果、民主的に組織されて健全に活動している全国的な団体が既に設立され、日本体育協にも加盟していることなどの理由から、1955年（昭和30年）8月、武徳会設立認可申請を却下し、弓道連盟内で武徳会再建活動を行っていた射手達は連盟を去っていった。1957年（昭和32年）1月18日、「全日本弓道連盟」へと名称を改めた。
戦後の射法混乱を改善し、弓道の大綱を明らかにすべく、1953年（昭和28年）8月『弓道教本 第一巻』が発刊される。様々な流派の長所を生かして現代弓道の指標とし、特定の流派に所属しないでも弓道の大綱を学ぶことができるようになった。「弓道教本」では射法八節を定め、大日本武徳会で制定された「弓道要則」の統一打起し（中間打起し）を正式に廃し、正面・斜面の打起し方法を採用した。射礼・体配は小笠原流の所作を中心に採り入れ、流派ごとにまちまちであった射礼・体配を連盟方式に統一し、試合や審査上の混乱を是正した。

### 学校弓道の戦後

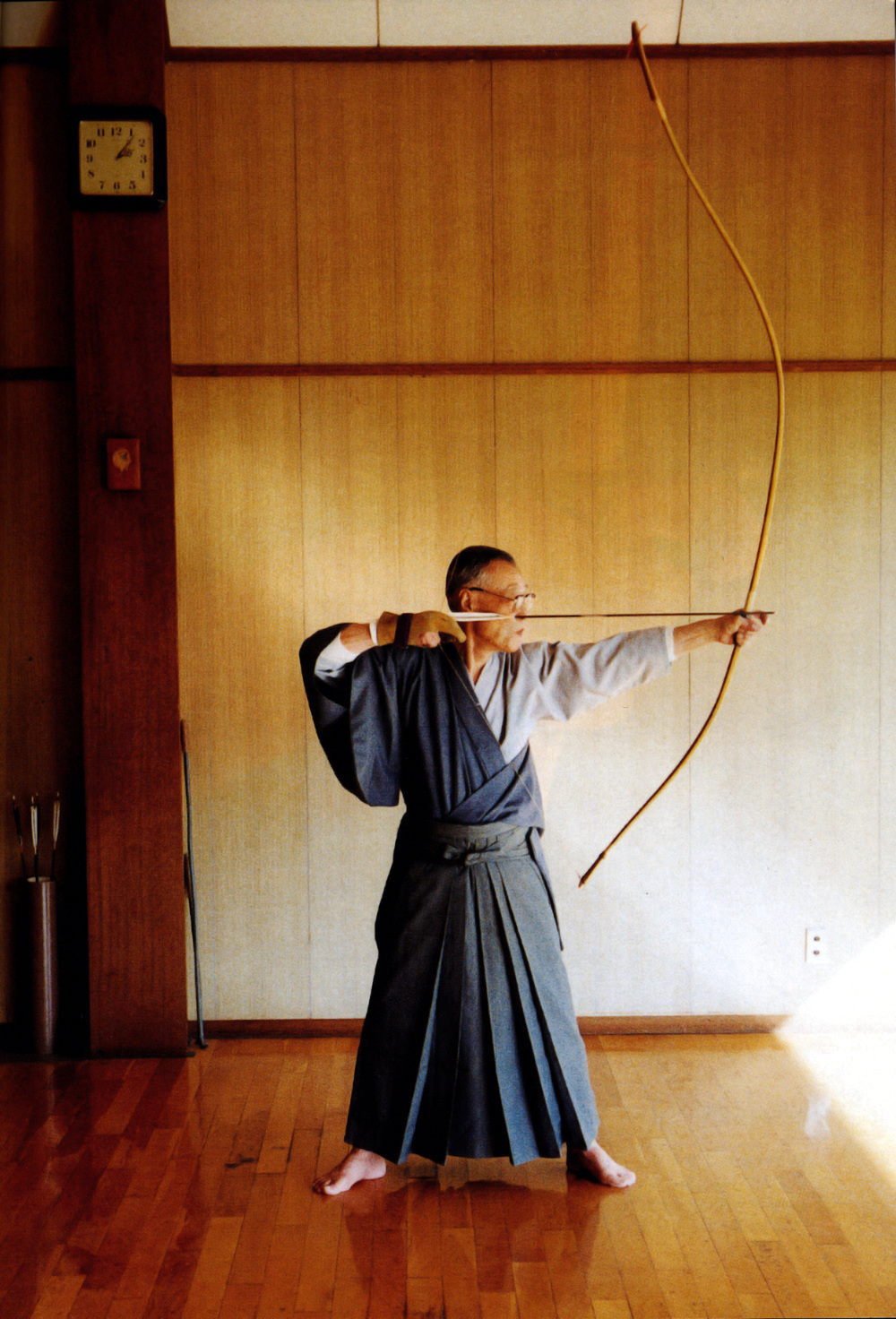
稲垣源四郎（いながき げんしろう）（1993年）

1945年（昭和20年）11月・12月、文部省発体80号・100号により、学校における武道（剣道・柔道・薙刀・弓道）の授業は全面的に禁止され、課外の部活動も禁止された。文部省は学校教育における戦時色の払拭に努め、武道の免許状も無効扱いとされ、「武道」という言葉自体に軍事的な意味合いを含むとして使用は控えられた。その後、1951年（昭和26年）7月25日、文部事務次官通知により中学校以上の体育教材として弓道の実施が認可され、再び学校教育に採り入れることが許可され、課外の部活動も解禁された。1953年（昭和28年）7月11日、全日本学生弓道連盟が創立。1956年、全国高等学校体育連盟に弓道専門部が新設。1967年（昭和42年）3月29日、文部省発体120号の通達により、弓道が高校正課体育種目として体育の授業で指導することが可能となる。1989年（平成元年）、高等学校学習指導要領改訂に伴い、「格技」は「武道」に改められ、これまで「格技」ではなく「個人種目」に含まれていた弓道は、「武道」の領域に含まれることになった。

### 現在
現在では全日本弓道連盟が中心になり、各流派の特徴を取り入れるなど現代社会のスポーツ性を考慮した射法が主流となって、全国的に射法が平均化され地域差が少なくなっている現状がある。ただし、全日本弓道連盟の「統一見解による射法」は非常に曖昧なもので、指導者によって技術論に差異が認められるなど、全日本剣道連盟による「日本剣道形」のようないわゆる「統一の形」は存在せず、全日本弓道連盟が公式に定めているのは「射法八節（後述）」「礼法」「間合い」のみとなっている。同じ射距離で同じ弓・矢・カケを用いているにもかかわらず、全く正反対の技術であっても通用している。
このような技術論に差異が認められる所以は、日本の弓術独特の進化過程に起因する。目的に合わせて、馬上の射「騎射」、徒歩（かち）の射「歩射」、通し矢の射「堂射」と、流派の中でそれぞれで独自に進化、発展した経緯が背景にあり、「射法八節」の中で流派技術であったり、日本弓術の伝統的技術体系である歩射・騎射・堂射の技術が入り乱れるなど、射手や指導者によって技術の取捨選択が成され、現在では多くの射手はそれぞれの技術が入り交じった「射法」を行っているのが現状である。目標がそれぞれ異なる歩射・騎射・堂射を明確に把握して弓を引いている射手は非常に少数となった。従って高段位である指導者層の変遷に伴い、時代による射技・射型の流行・廃れが現代弓道のひとつの特徴として見られる。一方で、古くから続く弓道、弓術流派は自身の発展の土台（「騎射」「歩射」「堂射」の内のどれか）を重要視、または流祖の教え、古流の保存など、それぞれの目的に合わせ一貫した技術・教えにより古来からの伝統を受け継いでいる。全日本弓道連盟に属して活動している流派・団体も多いが、連盟とは一切関与せずに活動を行っている流派・団体も存在する。

## 射法八節
全日本弓道連盟では、射の基本動作を8つの節に分けて説明・指導をしている。これを射法八節（弓道八節）といい、戦後に日本弓道連盟（全弓連の前身）の射法制定委員により制定された。詳細な技術内容は、流派や個人の考え・体格・思想などにより異なる。以下は全弓連発行の「弓道教本」により説明されている射法八節の基本的内容である。

### 足踏み（あしぶみ）
射位（しゃい：弓を射る位置）で的に向かって両足を踏み開く基本動作。
- 最初に「執り弓の姿勢」（弓を左手、矢を右手に持ち両拳は腰に、両足を揃えて立つ姿勢）を取り、続いて「射位」に入り「足踏み」を行う。「射位」で的右手方向を正面にして立ち、両足爪先を結ぶ線の延長に的の中心が来るように両脚を左右に踏み開く。両足底は外向きに約60度開き、両足爪先の間隔はおおよそ身長の半分程度。踏み開き方には以下二種の様式がある。
  1. 「一足開き」…顔を的に向けたまま左足を的に向かい半歩踏み開き、次に右足を一旦左足に引きつけて右外側へ扇のような軌道を取りつつ踏み開く。
  2. 「二足開き」…顔を的に向けたまま左足を的に向かい半歩踏み開き、一旦目線を足下に取り右足を外側に半歩踏み開く。
- 礼射系に由来する射法の場合は「一足開き」、武射系に由来する射法の場合は「二足開き」。

### 胴造り（どうづくり）
足踏みを基礎として、両脚の上に上体を安静におく動作・構え。
- 弓の下端を左膝頭に置き、弓を正面に据える。右手は右腰の辺りに置く。
- 「足踏み」と共に弓を引く為の基本姿勢を作る。

### 弓構え（ゆがまえ）
矢を番えて弓を引く前に行う準備動作。
- 「取懸け」（とりかけ：ゆがけで弦・矢を保持すること）、「手の内」（てのうち：弓を保持する左手）を整える。
- 「取懸け」、「手の内」、「物見」（ものみ：的を見定める）の動作が含まれる。「弓構え」には大別して以下二種の様式ある。
  1. 「正面の構え」…体の正面にて取懸けて構える。
  2. 「斜面の構え」…体の正面にて取懸けて左斜め前（自分から見て）にやや弓を押し開き、手の内を整え構える。
- 礼射系に由来する射法の場合は一足開きの足踏みで正面の構え、武射系に由来する射法は斜面の構えか、二足開きの足踏みで正面の構え。

### 打起し（うちおこし）

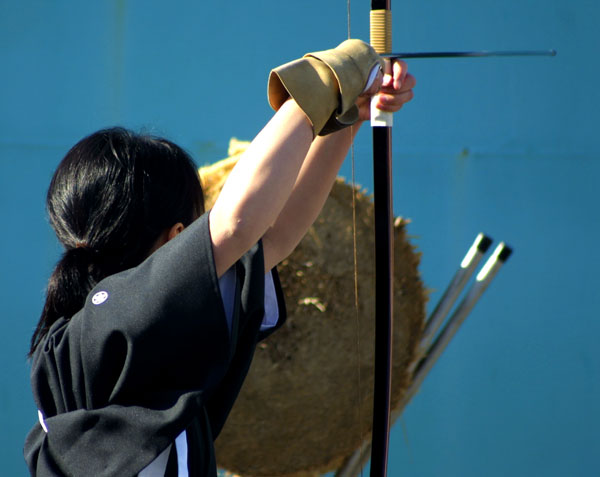
弓道の打起し

弓を引き分ける前に、弓矢を持った両拳を上に持ち上げる動作。
- 次の「引分け」へ繋げるための動作。「打起し」には大別して以下二種の様式がある。
  1. 「正面打起し」…正面の構えからそのまま弓矢共々両拳を垂直に持ち上げる。
  2. 「斜面打起し」…やや弓を押し開いた斜面の構えから両拳を左前方に打起す。
- 礼射系に由来する射法の場合は一足開きの足踏みで正面打起こし、武射系に由来する射法の場合は斜面打起しか、二足開きの足踏みで正面打起し。

### 引分け（ひきわけ）
打起こした位置から弓を押し弦を引いて、両拳を左右に開きながら引き下ろす動作。
- 「引分け」には以下三種の様式がある。
  1. 正面に打起した状態から左拳を的方向へ送り腕を伸ばし、右腕は弦を支え右拳を左拳と高さを合わせながら肘を張り、途中止めずに左腕は弓を押し開きつつ右腕を引き下ろし、次の会へ繋げる。礼射系に由来する射法の引分け方。
  2. 正面に打起し、引分けの途中「大三」（だいさん：押大目引三分一（おしだいもくひけさんぶんのいち）の略。弦を3分の1程引き取った状態。）で一旦動作を止め、一呼吸置いた後、さらに引分けて会へ繋げる。武射系に由来する射法の引分け方だが、足踏みは一足開き・二足開き双方とも組み合わせられる。
  3. 斜面に打ち起こした状態から弓を押し開きつつ右腕を引き下ろし、会へ繋げる。あるいは、引分けの途中「三分の二」（矢が眉毛の高さ、弦を3分の2程度引き取った状態）で一旦動作を止め、一呼吸置いた後、さらに引分ける。武射系に由来する射法の引分け方。

### 会（かい）
会は形の上では引分けが完成され（弓を引き切り）、矢が的を狙っている状態をいうが、射手の心理からいえばむしろ無限の「引分け」である。
- 矢は右頬に軽く添え（頬付け）、小鼻の下部から上下唇の間（口割り）の高さ以内に収める。
- 見た目上は静止して見えるが身体的には「会」に入った後も力を掛け続け、次の離れへと繋げる。

### 離れ（はなれ）
矢を放つ、あるいは放たれた時の動作の事。
- 右腕が大きく右方向に伸びる「大離れ」、右拳が右方向に僅かに移動するに留まる「小離れ」、その中間の「中離れ」がある。
- 三種の内どの離れに至るかは「引分け」〜「離れ」に至る力の掛け様により異なってくる。

### 残心（ざんしん）
矢が放たれた後の姿勢。「残身」とも書く。
- 「離れ」後、そのままの姿勢を数秒保ち、心身ともに一息置く。
- 精神を意味して「残心」、身体で意味して「残身」と書く。

## 道具

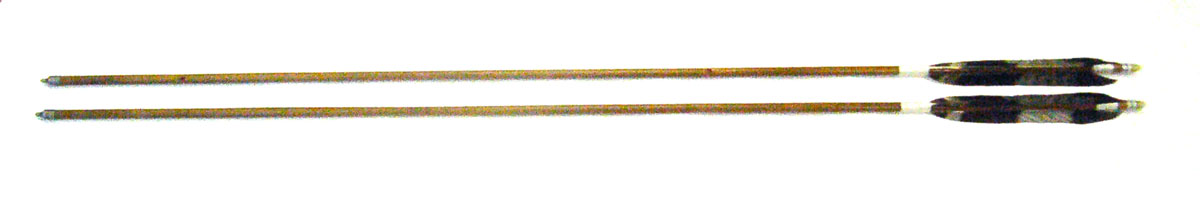
甲矢（はや）（上）と乙矢（おとや）（下）

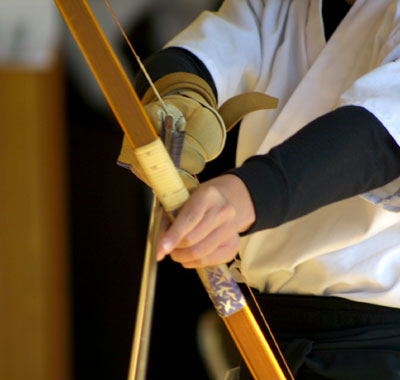
三つ弽

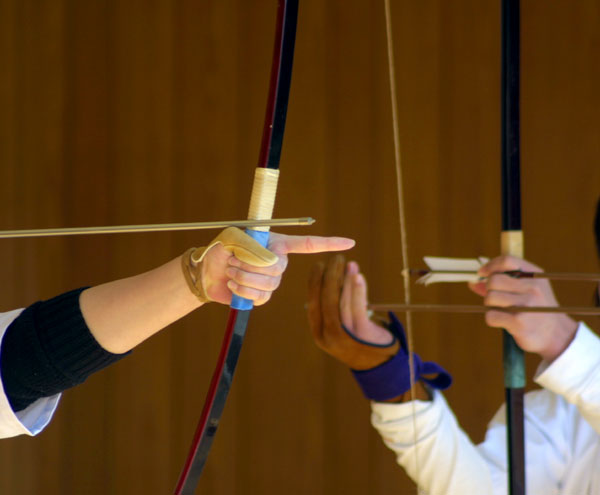
押手弽

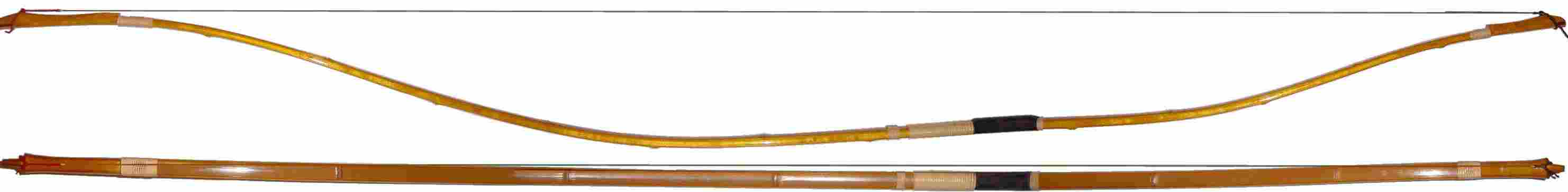
弓
和弓長さ221cm（多少の長短がある）、握りの位置は下から三分の一のあたり。本来は竹と木を鰾（にべ。膠の一種）で張り合わせた竹弓だが、現在では合成接着剤で張り合わせた竹弓や、安価なガラス繊維強化プラスチック、炭素繊維強化プラスチック製のものが普及している。
矢
竹またはジュラルミンまたは炭素繊維強化プラスチック製の箆（の。矢柄、シャフトとも呼ばれる）に金属製の板付（矢尻）、矢をつがえる筈、三枚の羽をつけたもの。甲矢（はや）と乙矢（おとや）の2本1組を一手という。
弽（ゆがけ）（「弓懸」「弓掛け」とも書く）
弓を引く際に右手に装着する鹿の革でできた手袋の一種。通す指の本数に応じて三ツ弽、四ツ弽、諸弽（騎射弽）が存在する。現在では親指に木製の角（帽子という）が入っている堅帽子のものが主流。昔は、和帽子（柔帽子）という角の入っていないものが本流であった（角入りでは、馬上で弓を引いたり、刀を握ることが出来ないので都合が悪い。そもそも角が入った理由は、三十三間堂での通し矢で強弓を数多く引けるように改良されたため）。騎射弽は（昔の武士が付けていたものと同じ）角のないものが、四つ弽は堅帽子のみが、三つ弽と諸弽は、先に述べたとおり角の入っていない和帽子・堅帽子のほか、この二つの中間的な角入り帽子という三つの種類の弽が存在する（諸弽は基本的に、小笠原流の人のみが使用する）。左手を保護する押し手弽というものもある。また、「掛け替えのない」の語源であるとの説もあるが、定かではない。
弦
麻または合成繊維（ケブラーやアラミド、ポリエチレンなど）をよりあわせたものの表面に薬煉（「くすね」と読む。松脂に油を加えて煮たもの）を塗って補強してある。合成繊維製のものでは薬煉を塗っていないものもある。
的
霞的、星的、三色的、遠的用色的、射割りなどがある。大きさは直径1mのものから直径8cmのものまであり、
高校・大学では直径36cmや24cmの近的用の的が広く用いられる。
巻藁
藁をたばねたもの。稽古用の的。巻藁専用の矢もある。
ギリ粉
松脂を煮込み、粉末にしたもの。弽擦を強め、ゆるまずに離れをしやすくする。
筆粉
主に籾殻を焼いた灰。これを左手と弓の握り部分に汗止め、滑り止めとして使用する。また弓を引いた時、弓を持った手を滑りやすくする為にも使用する。
その他
弦の補強材である天鼠（くすね、木工用ボンド）、弦を整える麻天鼠（まぐすね、弓道用わらじ）。

## 弓道場
弓道は安全上の理由から原則として専用道場で行うのが望ましい。現在日本国内には公設・私設合わせて1400箇所以上の弓道場があり、体育館などに安全を配慮した上で仮設道場を造る場合もある。弓道場は競技の違いから近的場、遠的場があり、同時に的前に立てる人数（置ける的の数）はその道場の規模によって1人-15人以上と大きく幅がある。
近的場
射位（射手）から的までの距離が28m、通常は直径が一尺二寸（36cm）の的を置く。的場には矢が傷まないよう土が斜めに盛ってあり、これを垜（あづち）という。中学校-大学、公設道場から私設道場まで殆どの弓道場がこれで、通常の稽古は近的道場で行う。敷地面積が比較的取りやすいため、個人宅に1人-2人立ちの簡易道場を造る弓道家も少なくない。
遠的場
一般的には射位から的までの距離が60mあり、通常は直径1mの的を置く。広い敷地が必要なため、専用遠的場の設置数は少ない。的場に土盛りの垜は無し。近的場との併設が殆どで、現在は敷地面積の制約上、東京武道館弓道場など近・遠的射場を上下二階建てに設計された道場やアーチェリーとの併用も見られる。

## 服装

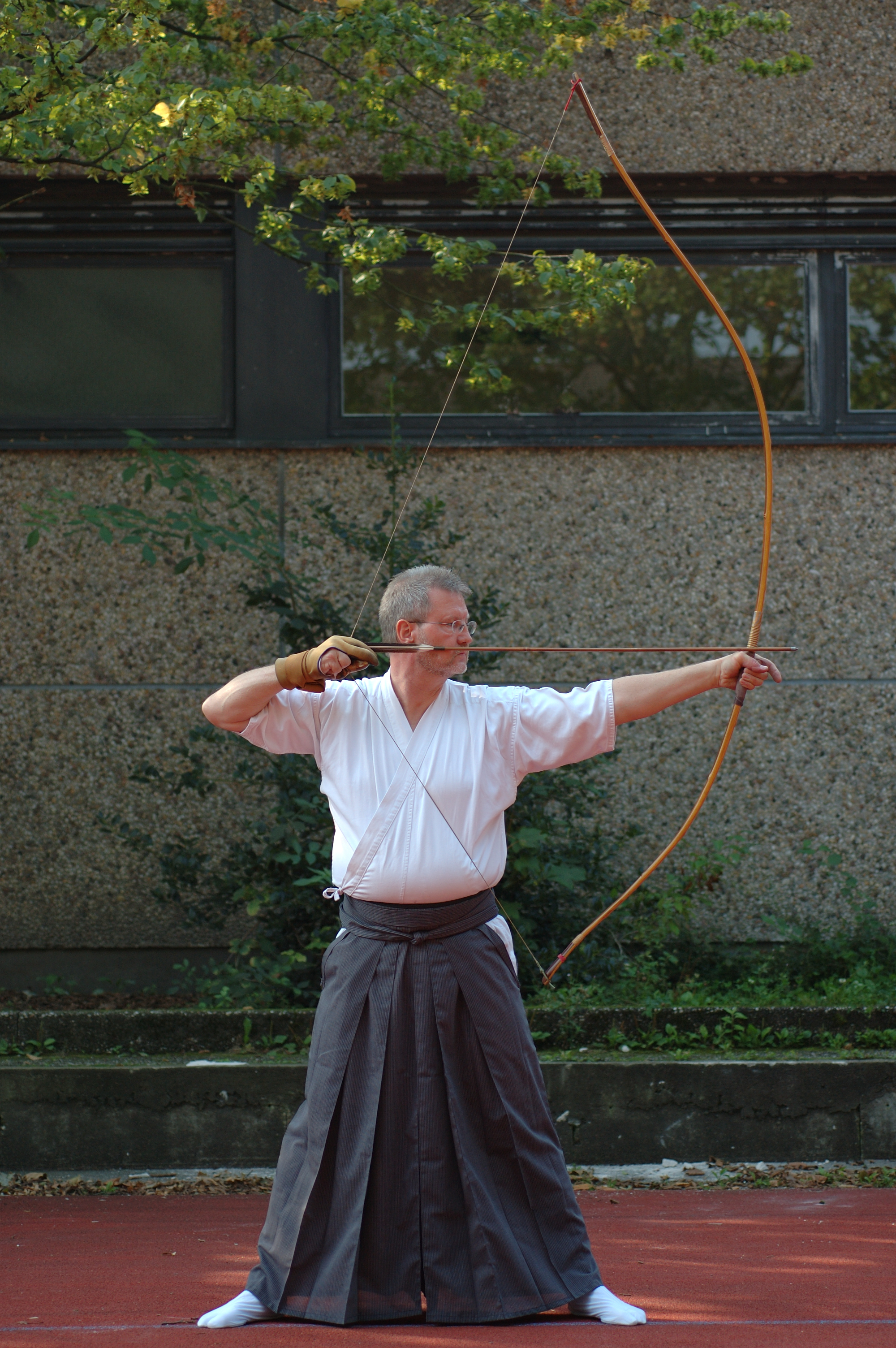
筒袖の弓道衣

稽古、試合などでは弓道衣を、改まった場（射礼、祝賀射会、奉納射会など）や高段位・称号の審査を受ける際は和服を着用する。ただし、低段位の者は常に弓道衣でかまわない。その他、特殊な儀式などでは直垂、狩衣、裃などを着用することがある。
弓道衣
上衣は白筒袖。袴は黒または紺で、男性は馬乗袴、女性は腰板のないもので襠袴（馬乗袴）または行灯袴。袴は帯を締めてから着用する。白足袋を着用する。全弓連が関与する代表的大会では、男女とも白筒袖・黒袴・白足袋を着用すると定められている。
和服
正式には和服の慣例に準じ、男性は黒の5つ紋付の長着に縞袴、女性は紋付の黒または色留袖に襠袴だが、規定は無く、それ以外が着用されることも多い。特殊な場合として成人の日の記念射会で女性が振袖を着用することがある。羽織は行射中は着用しない。足袋はやはり白を用いる。男性は左袖を脱いで片肌を出して行射する（肌脱ぎ）。女性は襷をかける。いずれも動作の作法が定められている。肌脱ぎも襷掛けも、左袖を弦で払わないためにする。

## 試合形式

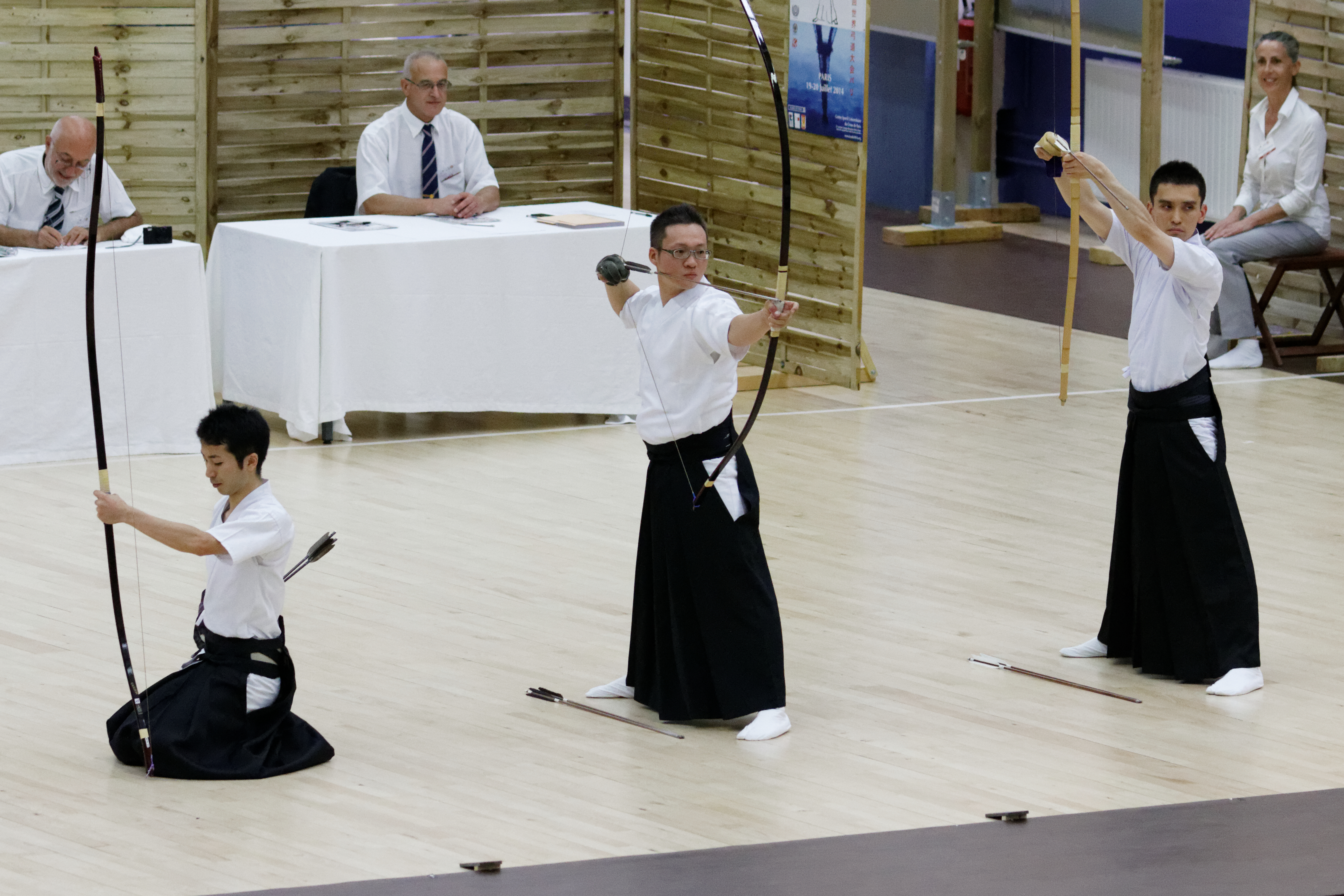
Kyudo World Cup 2014 (世界弓道大会2014年パリ)

一般的な全日本弓道連盟の競技規則によるものを記す。なお、全日本学生弓道連盟（全学連）は全日本弓道連盟の傘下には属さない独立の組織であり、全学連および傘下の各地区連盟による各種試合は以下とは異なる点もある。

### 競技種目
以下の2種目。個人競技と団体競技が行われる。
近的競技
射距離：28m、的：直径36cm（一尺二寸）の霞的、星的または色的（的 (弓道)参照）。順位決定には直径24cm（八寸）の的を用いることもある。
遠的競技
射距離：60m、的：直径100cmの霞的または得点的。順位決定には直径79cmまたは50cmの霞的を用いることもある。
（第53回-第57回全日本弓道遠的選手権大会では、射距離30m、的直径36cmでも実施された。）

### 競技方法
射手は一回に2射（一手）、または4射（二手）する（射詰競射の場合は1射）。通常の行射の際は取矢をすることが定められている。
的中制
的中数を競う。「あたり」と「はずれ」のみで判定し、的のどこに的中しても同じである。「あたり」とは以下の場合（弓道競技規則第36条で規定）、「はずれ」はそれ以外の場合をいう。
一、標的に矢があたりとどまっている場合。
二、標的にあたった矢が標的を突き抜けた場合。
三、矢が折れた時、矢の根のある方が標的の内側にある場合。
四、矢が標的にあたっている矢にくいこんだ場合。
五、矢が的枠の合わせ目または的枠に立った場合。
六、矢が的輪の内側から的枠の外に射ぬいた場合。
七、矢があたって標的が転び、その矢が標的についている場合。
八、あたった矢が地面についている場合。
九、的面にあるはずれ矢を射てあたった場合。
得点制
色的（得点的）を使用し、得点を競う。同点の場合は的中数による。国体の遠的競技、実業団の近的競技などで行なわれている。
採点制
的中だけではなく、射形、射品、態度などを総合して審査員が採点する。全日本男子弓道選手権大会および全日本女子弓道選手権大会で行なわれている。

### 学生での試合形式
高校生
団体戦では、三人立、インターハイでは五人立で行われ、それぞれ四ッ矢を引きその合計的中で勝敗が決められる。細かい規則などは大会によって違う。
例1)一回戦、二回戦(三回戦)を行いその合計的中数で決定される。二回戦(三回戦)進出条件はなく、三人立ちの場合、一，二回戦の合計、24中のうち何中したかで決められる。
例2)一回戦で、規定の的中を超えた者を二回戦に進出させる。又三回戦まである場合は、一，二回戦の合計的中が規定の的中を超えた者を三回戦に進出させる方式が多い。
基準は，三人立ちの場合6〜8/12であり、個人の場合は一回戦で2/4以上、一二回戦合計で5〜6/8が進出条件であることが多い。
この他にも、上位大会(全国選抜、インターハイ)等は、二回大会を開く場合がある。全ての県の中で予選を行い、予選の結果上位校が予選決勝に進出する方式と、各地区で予選を行い、予選上位校が予選決勝に進出する方式などがある。予選決勝ではリーグ戦として、全てのチームが総当たりで争うものもある。

## 礼法
全日本弓道連盟が定める礼法は、小笠原流礼法を縦糸としている。ちなみに、室町幕府の頃より武家の礼を2部門に分け、伊勢氏は内向き（殿中）の諸礼を仕い、小笠原家は外向き（屋外）一切の武礼を司っている。

## 主要な大会
- 国民体育大会
- 全日本弓道選手権大会
- 全日本弓道大会
- 全日本勤労者弓道選手権大会
- 全日本学生弓道王座決定戦
- 全日本学生弓道女子王座決定戦
- 東西学生弓道選抜対抗試合
- 東西学生弓道女子選抜対抗試合
- 全日本学生弓道選手権大会
- 全国大学弓道選抜大会
- 全関東学生弓道選手権大会
- 全国高等学校総合競技大会
- 全国高等学校弓道選抜大会
- 全国中学生弓道大会
- 世界弓道大会

## 段級位制
全日本弓道連盟が定める段級位は五級から一級および初段から十段まで。原則として四段以下は都道府県単位の地方連盟で、五段は複数の地方連盟の合同で、六段から八段と錬士・教士は全日本連盟主催で審査を行い、審査員の過半数の賛成で認許される。的中すれば合格ということではなく、入退場を含む起居進退動作から心気の充実までのすべてが審査の対象である。九段・十段および範士は推薦制度により授与される。以下に基準を記す。
段位についての条件
十段　(規定はない)
九段 弓道の真体に透徹した者
八段 技能円熟、射品高雅、射芸の妙を体得した者
七段 射形・射術・体配自から備わり、射品高く、練達の域に達した者
六段 射形・射術・体配共に優秀にして射品高く、精錬の功顕著な者
五段 射形・射術・体配共に法に適って射品現われ、精励の功特に認められる者
四段 射形定まり、体配落ち着き、気息正しく、射術の運用法に適い、離れ鋭く、的中確実の域に達した者
参段 射形定まり、体配落ち着き、気息整って、射術の運用法に従い、矢飛び直く、的中やや確実な者
弐段 射型・体配共に整い、射術の運用に気力充実し、矢所の乱れぬ者
初段 射型・体配共に適って、矢所の乱れぬ程度に達した者
一級 射型・体配概ね正しいものと認められる者
二級 修練の程度三級に比して著しく進歩を認められる者
三級 射の基本動作及び弓矢の扱い方がやや整い、秩序ある指導のものに修練を得たと認められた者
四級 秩序ある指導を受けており、弓矢の扱い方に進歩があると認められる者
五級 弓道修練の初歩的階層にある者

称号についての条件
『弓道教本第一巻』より
- 範士

1. 徳操高潔、技能円熟、識見高邁であって特に弓界の模範であること。
2. 教士の称号を受有すること。

- 教士

1. 人格、技能、識見、共に備わり、弓道指導に必要な学識、共用及び実力を有し、且つ功績顕著であること。
2. 錬士の称号を受有すること。

- 錬士

1. 志操堅実であって弓道指導の実力を有し、且つ精神鍛錬の功顕著であること
2. 五段以上の段位を受有すること。

また初段、弐段は的中、弓返り不問。また、大きく分けて二種類の審査方式がある。
- 無指定審査 五級から初段までその実力にあった段級位が認許される。
- 昇段審査(初段審査) 初段から八段まで、その段位に合った実力があらかどうかを審査する。よって合格と不合格がある。
- 審査内容
  - 審査内容は実技試験と学科試験に分かれている。
- 実技試験
  - 基本的に坐射五人立ちで行う。時間制限はなく、地域によって差があるが概ね四段以上で、男性は肌脱ぎ、女性は襷捌きを行う。受審者は甲矢（はや）と乙矢（おとや）と呼ばれる2本の矢を射る。射法八節、つまり足踏みから始まり残心にて終わる一連の動作が行えているか否か、また射品射格や着装など総合的な観点から審査員は評価される。五人の審査員のうち三名以上の賛成で合格。
- 学科試験
  - 低段位の学科試験については、問題は事前に公表され、審査当日に提出する。つまり、学科試験については予め試験対策をした上で臨む事が出来るようになっている。全日本弓道連盟発行の弓道教本に学科試験で出題される問題の答えは全て記載されている。

以上の二つを総合的に評価して合否が決定される。

## アーチェリーとの比較
アーチェリー（洋弓）はかつて全日本弓道連盟が「洋弓部」として管轄し、1958年には国際アーチェリー連盟（FITA）に加盟した。しかし国内のアーチェリー団体からの要請や、1967年の第24回世界選手権に出場した和弓選手の惨敗などを受けて、1968年にFITA加盟権を全日本アーチェリー連盟に移譲し、洋弓への関与を終えた。
技術的には、アーチェリーは矢を（身体から見て）弓の左に番え、弦は右手人差し指、中指、薬指で引く「地中海式」をとるのに対し、弓道は矢を弓の右に番え、取り掛けは右手親指根で弦を引っ掛けるようにして保持する「蒙古式（モンゴル式）」をとる（弓術#諸外国弓術との比較）。また日本のアーチェリーでは弓道の射法八節を取り入れている。
道具では、弓道もアーチェリーも本質的には同じであるが、アーチェリーの弓には（競技種目にもよるが）多数の補助具（スタビライザー、サイト（照準器）、クリッカーなど）を付けるのに対し、和弓は基本的に弓と弦だけである。アーチェリーでは左右両手用の弓があるが、和弓では基本的に左手用の弓しかない（弓道では左手に弓を持ち、右手で弦を引く）。
ルール面では、弓道では試合において引き戻しが許されず、矢を取り掛けの後に落とした場合は「失（しつ）」として、その矢は失格となる。
弓道では礼法や服装など武道の要素が強いが、アーチェリーは純粋に精度を競うため、安全面以外では服装やフォームなどは考慮されない。

## ギャラリー

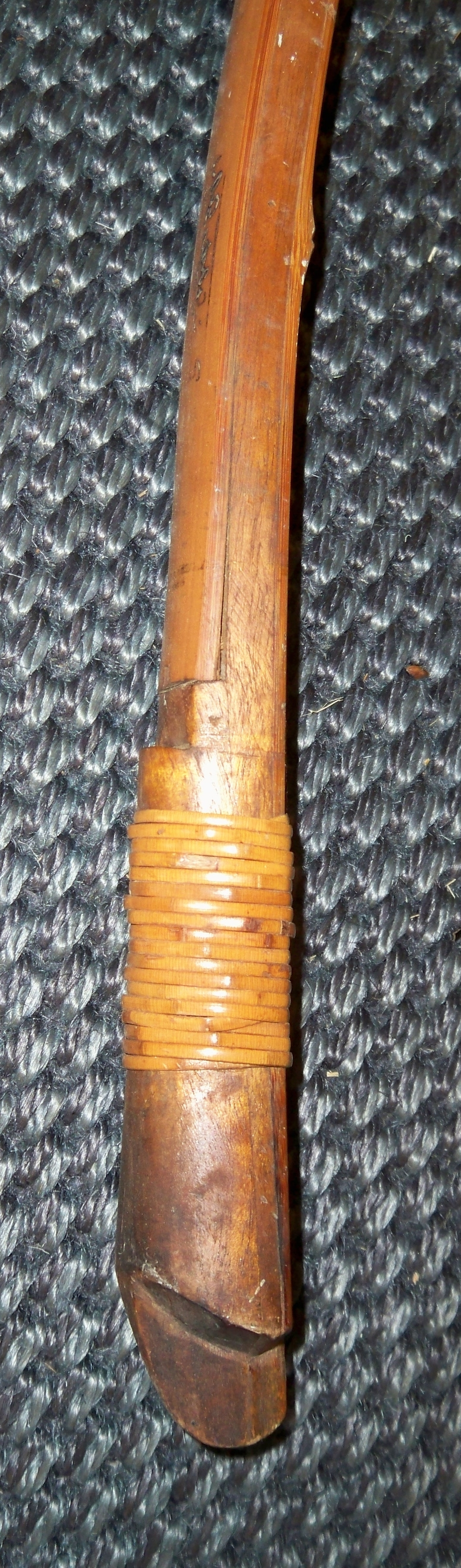
本弭
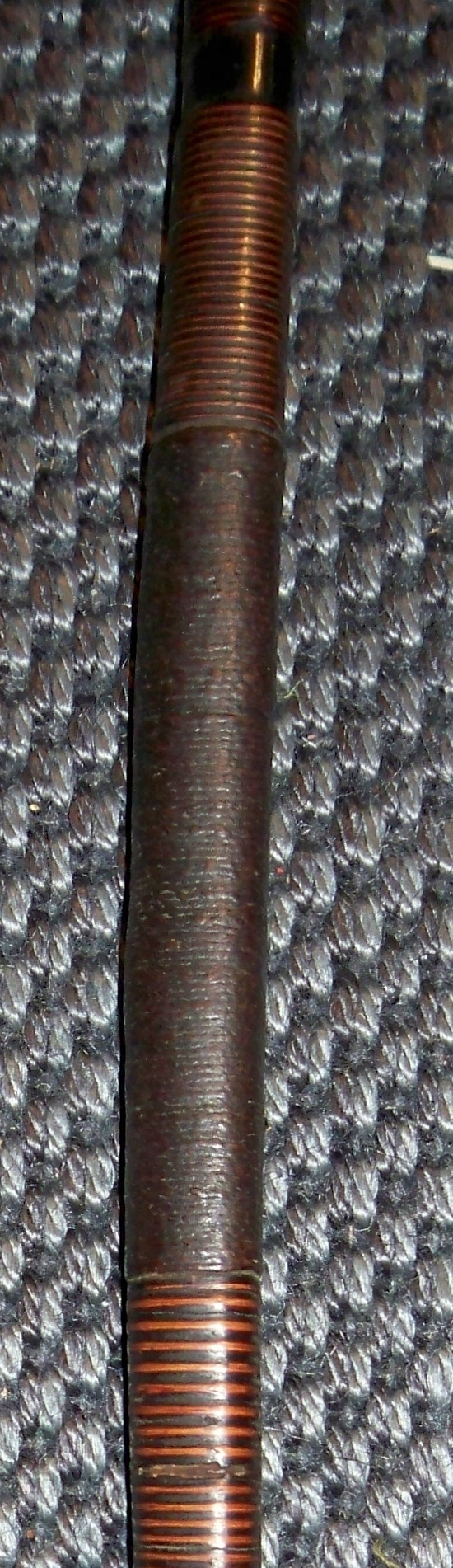
握り
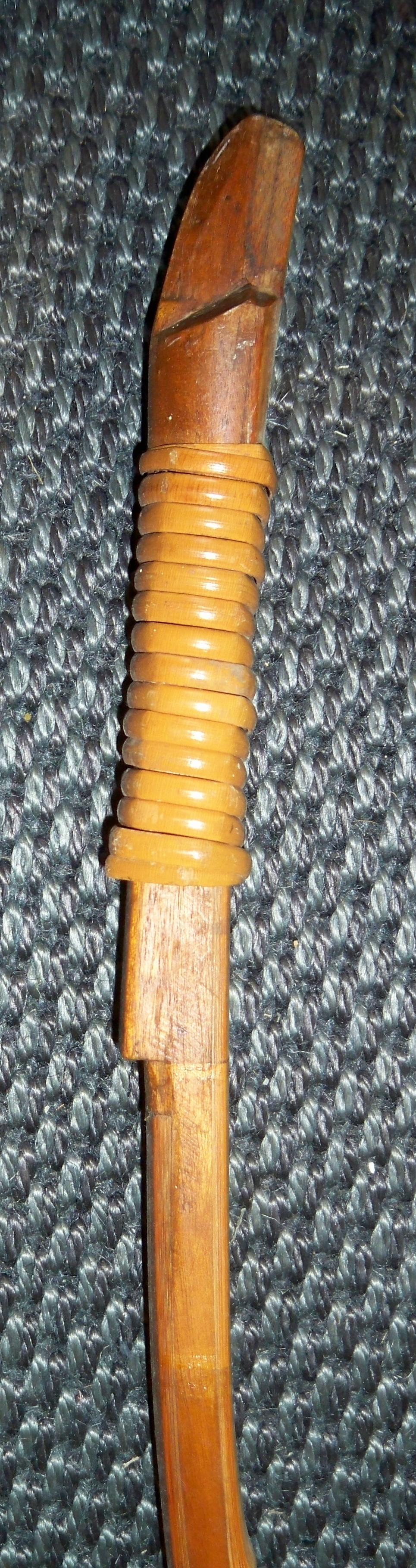
末矧
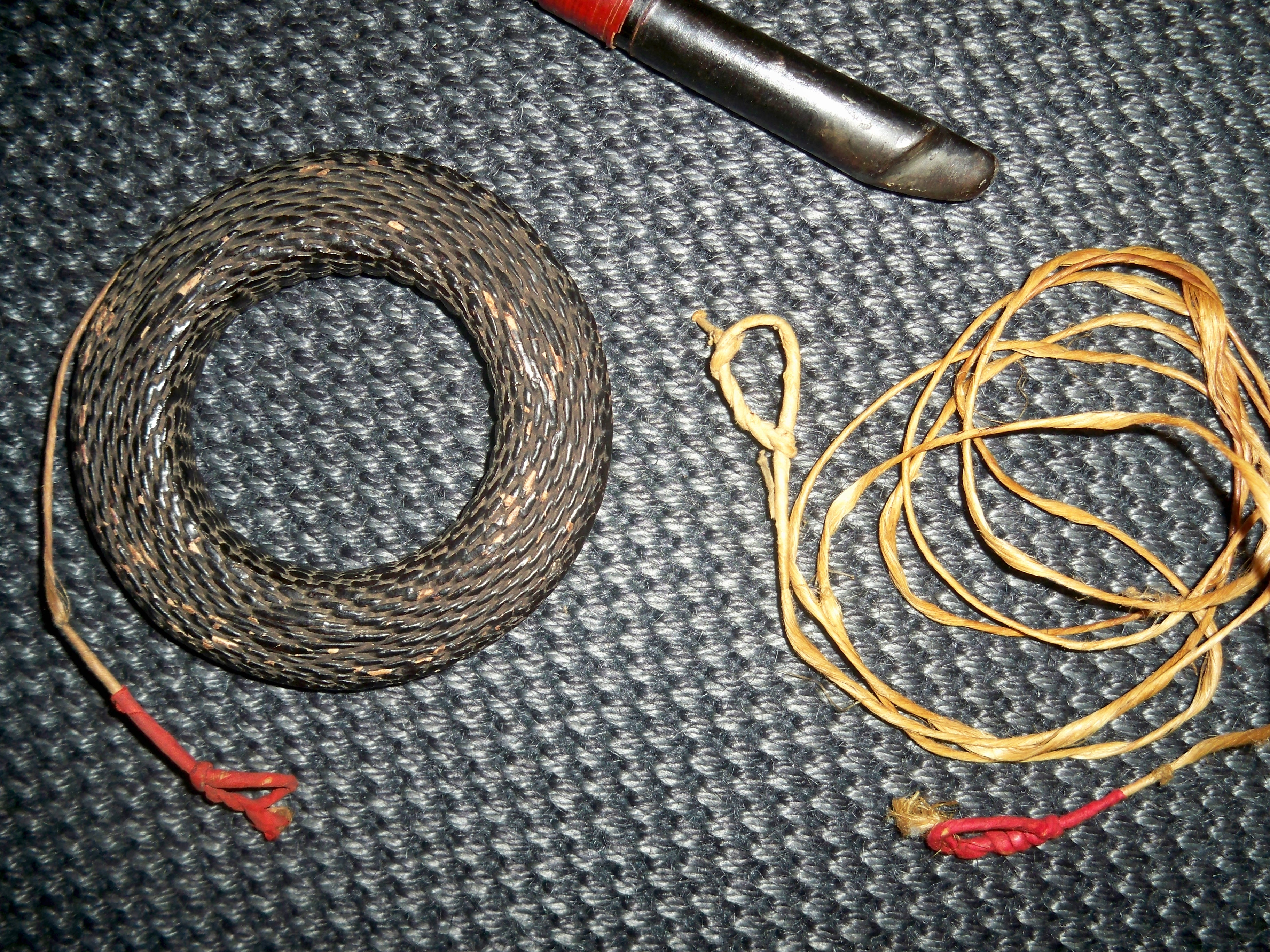
弦巻と弦
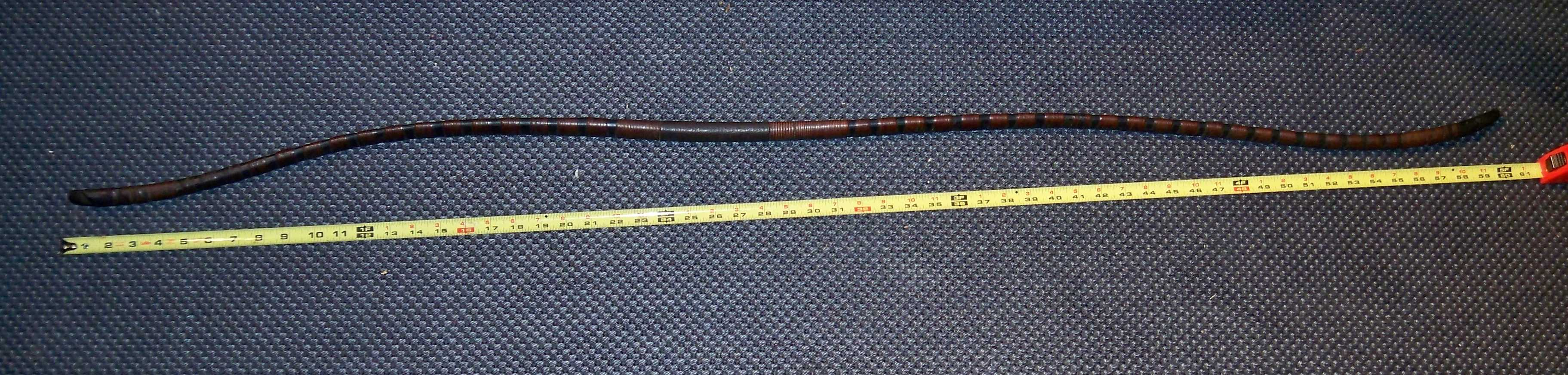
半弓
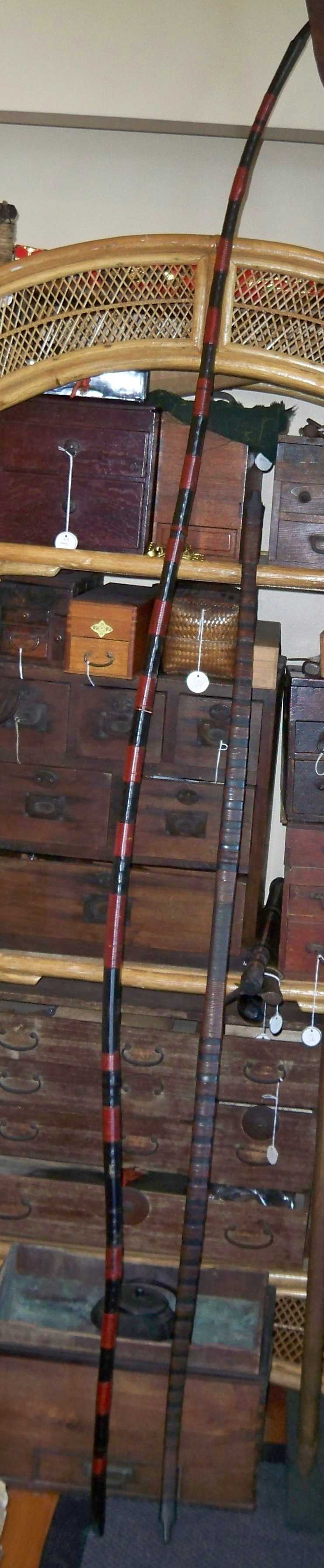
大弓と半弓
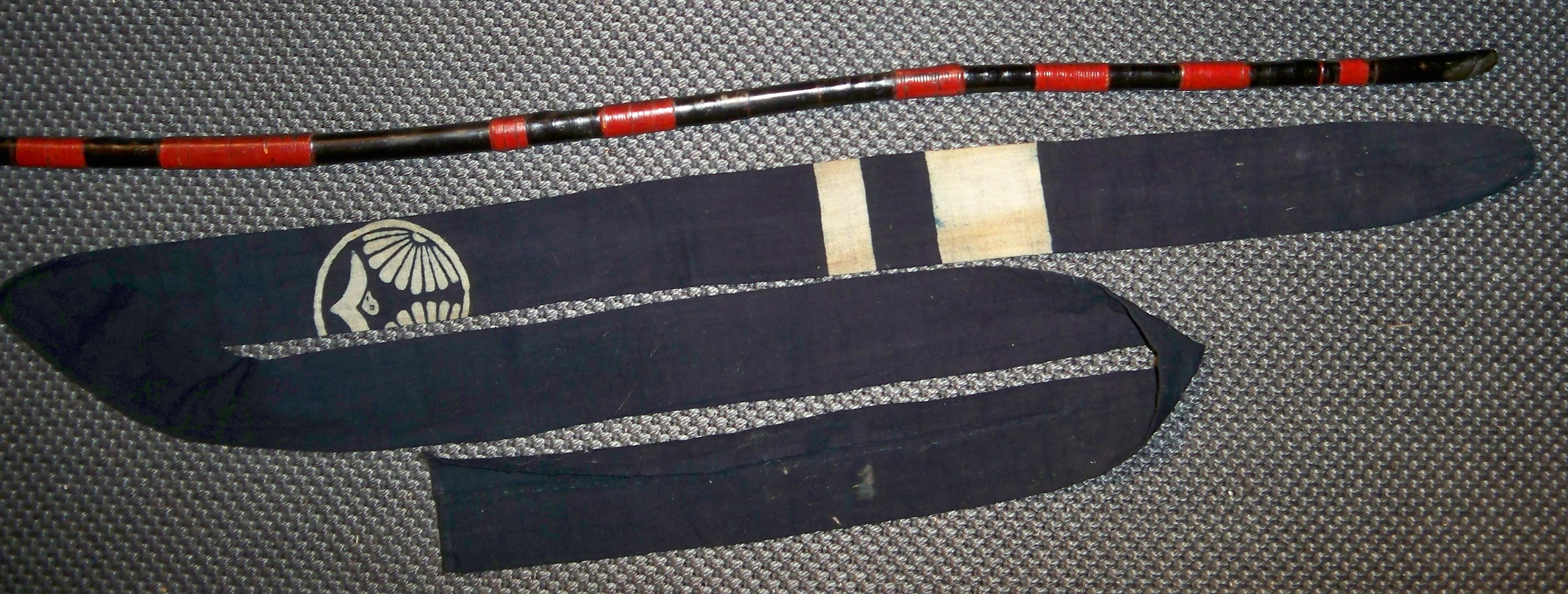
弓袋
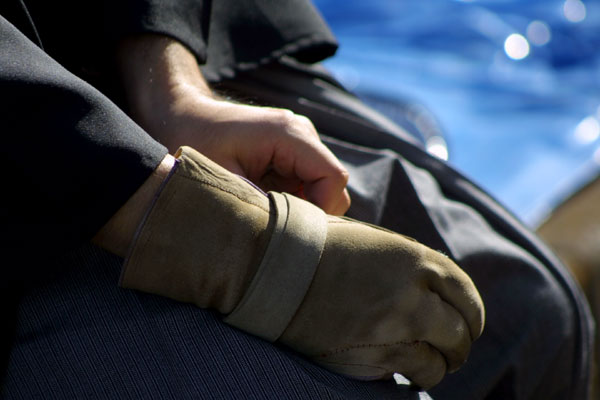
四つ弽